# Шами, Мубарак
Мубарак Хассан Шами (ар. مبارك حسن شامي; имя при рождении — Ричард Ятич (англ. Richard Yatich) — катарский легкоатлет кенийского происхождения, марафонец.
Победитель пробега Zevenheuvelenloop 2003 года. Победитель Монтферландского пробега 2003 года. Серебряный призёр Азиатских игр 2010 года — 2:12.46. Выступал на олимпийских играх 2008 года, но не смог закончить дистанцию.
Выступал за сборную Катара с 2004 года.

## Достижения
- Победитель Венецианского марафона 2005 года — 2:09.22
- Победитель Венского марафона 2005 года — 2:12.20
- Победитель Пражского марафона 2006 года — 2:11.11
- Победитель Парижского марафона 2007 года — 2:07.19 — PB
- Победитель марафона Озера Бива 2008 года — 2:08.23